# Ajdahak (volcan)
Pour l’article homonyme, voir Ajdahak.
L'Ajdahak, en arménien Աժդահակ, aussi appelé Karmirsar (littéralement « mont rouge »), est un volcan d'Arménie culminant à 3 597 mètres d'altitude et qui constitue le point culminant du massif de Gegham.
Le cratère du volcan abrite un lac formé à partir de la fonte des neiges. Du sommet, il est possible d'apercevoir le mont Ararat, le mont Hadis, l'Ara, l'Aragats, le lac Sevan ou encore la vallée du Kotayk. Dans les environs de l'Ajdahak se trouve le lac Akna, également d'origine volcanique.